# Marta Kauffman
Pour les articles homonymes, voir Kauffman.
Marta Kauffman est une scénariste et productrice américaine, née le 21 septembre 1956.

## Biographie

### Carrière
Elle est cocréatrice, coscénariste et coproductrice des séries Friends et Dream On avec David Crane,.

## Prises de position
Elle a participé à la campagne des Démocrates Hancock Park.

## Filmographie

### Comme scénariste
- 1991-1992 : Dream On
- 1994-2004 : Friends (série télévisée)
- 1994 : Couples (TV)
- 2005 : Related (série télévisée)
- 2011 : Un combat, cinq destins (Five) d'Alicia Keys, Jennifer Aniston, Patty Jenkins, Demi Moore et Penelope Spheeris, composé de 5 courts-métrages
- 2015 : Grace et Frankie (série Netflix)

### Comme productrice
- 1994 : Couples (TV)
- 1997 : Les Dessous de Veronica (Veronica's Closet) (série télévisée)
- 1998 : Jesse (série télévisée)